# Symphonie no 6 de Bax
Pour les articles homonymes, voir Symphonie no 6.
La Symphonie no 6 est la sixième œuvre symphonique du compositeur britannique Arnold Bax, achevée en 1935.

## Contexte
Au cours de la décennie qui sépare la version originale de Summer Music de sa révision, Arnold Bax achève cinq de ses sept symphonies et se voit acclamé par un critique allemand comme « le chef de file de l'école anglaise moderne » (« the head of the modern English school »). Le mouvement lent de la sixième symphonie, et peut-être aussi la majeure partie du premier mouvement, avait commencé à faire partie d'une sonate pour alto que Bax avait commencé à écrire en 1933. Il s'est toutefois rapidement rendu compte que le matériau se prêtait mieux à un traitement orchestral, et y met un point final à Morar (en) le 10 février 1935. Elle était à l'origine dédiée au compositeur polonais Karol Szymanowski, que le compositeur avait rencontré en Angleterre, mais son nom est biffé sur le manuscrit et remplacé par celui d'Adrian Boult. Selon David Parlett, elle est « [la] préférée de Bax et largement considérée comme sa plus grande symphonie […] puissante et étroitement contrôlée » (« [Bax's] own favourite and widely regarded as his greatest […] powerful and tightly controlled »). Elle est créée en première mondiale par le Royal Philharmonic Orchestra le 21 novembre 1935.

## Orchestration
L'œuvre est écrite pour un piccolo, trois flûtes, deux hautbois, un cor anglais, trois clarinettes, une clarinette basse, deux bassons, un contrebasson, quatre cors, trois trompettes, trois trombones, un tuba, des percussions comprenant des timbales, une grosse caisse, un tambour ténor, une caisse claire, des cymbales, un tambourin, un triangle, un gong, un glockenspiel, un célesta, une harpe et les cordes.

## Structure
La symphonie comprend trois mouvements :
1. Moderato – Allegro con fuoco
2. Lento molto espressivo
3. Introduction (Lento moderato) – Scherzo & Trio (Allegro vivace – Andante semplice) – Epilogue (Lento)

## Analyse

### Premier mouvement
Le premier mouvement s'ouvre sur un prélude dans lequel un ostinato aux basses accompagne un thème de marche aux cors et aux bois. L'allegro turbulent, qui suit une série d'accords grandioses, est basé sur le matériel précédent et laisse finalement place à une section plus lente avec un nouveau thème joué par trois flûtes à l'unisson. La musique rapide reprend pour un développement orageux, suivi d'un bref répit avant que le mouvement ne s'élance dans un tourbillon jusqu'à sa fin emphatique, comme le claquement d'une porte.

### Deuxième mouvement
De même, le mouvement central idyllique est le deuxième mouvement le plus court de Bax. Les violons introduisent la mélodie principale au le début, puis elle est reprise par les autres sections de l'orchestre, avec un solo de trompette dans un style presque jazz au milieu. Il se termine paisiblement, comme pour préparer le dernier mouvement.
Le mouvement lent est fondé sur deux idées contrastées : une mélodie expressive d'abord entendue aux cordes, puis un thème doux à la trompette avec un « Scotch snap », caractéristique de la musique folklorique écossaise. Le développement de ce matériau aboutit à deux sections en forme de marche, la première dure et maléfique, la seconde une procession calme et majestueuse menant à une coda paisible.

### Troisième mouvement
Le finale tripartite (introduction, scherzo et trio, et épilogue) est la seule des symphonies de Bax à s'ouvrir dans le calme. La ligne mélodique sinueuse de la clarinette solo, à partir de laquelle le mouvement se développe, est répétée par les cordes, désormais accompagnées d'harmonies, avant que les bois n'annoncent un nouveau thème de nature liturgique, très semblable à la mélodie « Sine Nomine » de la cinquième symphonie de Ralph Vaughan Williams, plus tardive. À la fin de l'introduction, le rythme s'accélère progressivement pour aboutir au scherzo, dans lequel le matériau d'origine se transforme en une sorte de gigue symphonique pleine d'énergie nerveuse. Le contraste est assuré par la section plus lente du trio, après quoi le scherzo reprend sa course effrénée avec un rythme rigide et inflexible. Un moment dramatique saisissant se produit lorsque les cors braillent furieusement et que les cordes au-dessus d'eux chantent un thème tiré de Tapiola de Jean Sibelius, une œuvre qui avait fait pleurer Arnold Bax lorsqu'il l'avait entendue pour la première fois,. L'admiration des deux compositeurs était réciproque : en remerciant Arnold Bax pour la dédicace de sa cinquième symphonie, Jean Sibelius l'a appelé « l'un des grands hommes de notre temps ». L'apogée de la symphonie, où le thème liturgique est entonné triomphalement par les cuivres, mène à l'épilogue paisible, dans lequel l'énigmatique musique d'ouverture de la clarinette est transformée par le cor solo en quelque chose d'une beauté exquise, sur fond de harpe ondoyante et de cordes divisées. La texture musicale s'éclaircit progressivement et le mouvement s'éteint lentement, mettant un terme à ce que certains considèrent non seulement comme le chef-d'œuvre symphonique d'Arnold Bax, mais aussi comme l'une des plus belles symphonies du XXe siècle.